# Reimund Schmidt-De Caluwe
Reimund Schmidt-De Caluwe (* 9. Mai 1956 in Gießen; † 14. Oktober 2023) war ein deutscher Rechtswissenschaftler und Hochschullehrer an der Martin-Luther-Universität Halle-Wittenberg.

## Leben
Reimund Schmidt-De Caluwe studierte ab 1977 Rechtswissenschaften an den Universitäten Marburg und Gießen. 1983 legte er sein Erstes Juristisches Staatsexamen ab. Nach dem anschließenden Referendariat legte er 1987 sein Zweites Staatsexamen ab. In der Folge arbeitete er, wie bereits während seines Referendariats, als wissenschaftlicher Mitarbeiter von Friedrich von Zezschwitz an der Universität Gießen. Gleichzeitig war Schmidt-De Caluwe von 1989 bis 1991 Lehrbeauftragter beim Hessischen Verwaltungsschulverband. 1991 schloss er bei von Zezschwitz seine Promotion zum Dr. iur. ab, für die er 1992 den Dissertationspreis der Universität Gießen erhielt. Im Anschluss arbeitete er als wissenschaftlicher Assistent in Gießen. 1998 habilitierte sich Schmidt-De Caluwe und erhielt die venia legendi für die Fächer Öffentliches Recht und Sozialrecht. Für seine Habilitationsschrift wurde er 1999 mit dem Preis der Justus-Liebig-Universität ausgezeichnet.
Ab 1998 folgten Lehrstuhlvertretungen an den Universitäten Düsseldorf, Frankfurt am Main und Gießen. Seit 2001 war er an der Universität Halle-Wittenberg Professor für Öffentliches Recht. Von 2008 bis 2010 war Schmidt-De Caluwe Prodekan der dortigen juristischen und wirtschaftswissenschaftlichen Fakultät. Er war Mitglied der Vereinigung für Verfassungsgeschichte.
Seine Forschungsschwerpunkte lagen insbesondere im Allgemeinen Verwaltungsrecht, dem Verwaltungsverfahrensrecht, dem Sozialrecht mit den Bereichen des Arbeitsförderungsrechts, des Grundsicherungsrechts für Arbeitsuchende und dem Krankenversicherungsrecht sowie dem Umweltrecht. Privat war Reimund Schmidt-De Caluwe ein passionierter Fotograf, der regelmäßig an Ausstellungen teilnahm.
Am 24. Oktober 2024 fand ein Jahr nach seinem Tod zu seinen Ehren ein Gedenk-Kolloquium an der Uni Halle statt.

## Schriften (Auswahl)
- Reimund Schmidt-De Caluwe: Der sozialrechtliche Herstellungsanspruch. Eine Untersuchung der Entstehung und Entwicklung eines besonderen Haftungstatbestandes im Sozialrecht, seines Verhältnisses zum Sozialverfahrens- und Staatshaftungsrecht sowie eine Kritik seiner bisherigen Dogmatik. Duncker & Humblot, Berlin 1992, ISBN 978-3-428-07370-2 (Zugl.: Gießen, Univ., Diss., 1991).
- Reimund Schmidt-De Caluwe: Die kommunale Grundrechtsklage in Hessen. Neue Regelung und alte Probleme des verfassungsgerichtlichen Rechtsschutzes der Kommunen. Nomos, Baden-Baden 1996, ISBN 978-3-7890-4459-5.
- Reimund Schmidt-De Caluwe: Der Verwaltungsakt in der Lehre Otto Mayers. Staatstheoretische Grundlagen, dogmatische Ausgestaltung und deren verfassungsbedingte Vergänglichkeit (= Jus publicum. Band 38). Mohr Siebeck, Tübingen 1999, ISBN 978-3-16-147025-7 (Zugl.: Gießen, Univ., Habil.-Schr., 1998). Zusammen mit deren ersten Teil Bestandskraft rechtswidriger Verwaltungsakte. Zur Kritik Otto Mayers Lehre vom öffentlichen Recht und ihrer Tradierung im Recht des Verwaltungsakts.